# Ludwik Biegasik
Ludwik Biegasik (ur. 25 sierpnia 1933 w Kępnie, zm. 1 listopada 2020) – polski piłkarz ręczny, mistrz Polski w piłce ręcznej 11-osobowej jako zawodnik (1957), trener piłki ręcznej, zdobywca sześciu tytułów mistrza Polski z żeńską drużyną Ruchu Chorzów (1962, 1963, 1964, 1977, 1978, 1980).

## Kariera sportowa
Był zawodnikiem Zrywu Katowice (1952–1955), Śląska Wrocław (1955–1957), Iskry Siemianowice Śląskie (1957–1959) i Ruchu Chorzów (1960). Ze Śląskiem Wrocław wywalczył mistrzostwo Polski w piłce ręcznej 11-osobowej w 1957. W 1960 wystąpił dwa razy w reprezentacji Polski w tej odmianie piłki ręcznej.
W 1960 został trenerem żeńskiej drużyny Ruchu Chorzów i poprowadził ją do trzech tytułów mistrza Polski (1962, 1963, 1964), a ponadto tytułu wicemistrzowskiego w 1961 i 1966 oraz brązowego medalu mistrzostw Polski w 1965. Równocześnie z pracą w Ruchu zajmował się także juniorską męską drużyną MKS Zryw Chorzów, z którą zdobył mistrzostwo Polski w 1962. W 1972 został zwolniony z klubu, trenował kolejno żeńską drużynę AZS AWF Katowice (1972/1973) i męski zespół Pogoń Zabrze (1973–1976). Z Pogonią Zabrze wywalczył wicemistrzostwo Polski w 1976. W tym samym roku powrócił do żeńskiej drużyny Ruchu Chorzów i zdobył z nią trzy tytuły mistrza Polski (1977, 1978, 1980) i dwa tytuły wicemistrza (1979, 1981) oraz brązowy medal w 1982. W 1984 odszedł do II-ligowej Zgody Bielszowice, którą wprowadził w 1985 do I ligi, jednak po udanym sezonie 1985/1986 (czwarte miejsce), w kolejnym (1986/1987) nie utrzymał miejsca w I lidze. Następnie zajął się w Zgodzie treningiem młodzieży i m.in. wywalczył tytuł mistrza Polski juniorek młodszych w 2004. Przejściowo prowadził także II-ligową drużynę seniorek (wiosną 1995). Karierę trenerską zakończył w 2010.
W 2014 został odznaczony Srebrnym Krzyżem Zasługi.